# Richard Swett
Richard Nelson Swett (Bryn Mawr, 1º maggio 1957) è un politico statunitense, membro della Camera dei Rappresentanti per lo stato del New Hampshire dal 1991 al 1995 e successivamente ambasciatore in Danimarca sotto l'amministrazione Clinton.

## Biografia
Nato in Pennsylvania, Swett si laureò a Yale e intraprese la professione di architetto.
Entrato in politica con il Partito Democratico, nel 1990 venne eletto alla Camera dei Rappresentanti. Gli elettori lo riconfermarono anche nel 1992, ma nel 1994 decise di non chiedere la rielezione e venne succeduto dal repubblicano Charles Bass.
Nel 1996 Swett si candidò al Senato contro il repubblicano in carica Bob Smith ma venne sconfitto di misura.
Nel 1998 il Presidente Bill Clinton lo nominò ambasciatore statunitense in Danimarca, carica che Swett ricoprì fino al 2001. Successivamente, Swett tornò ad operare nel settore dell'architettura.
Sposato dal 1980 con Katrina Lantos, figlia del deputato Tom Lantos, è padre di sette figli. Anche Katrina è stata politicamente attiva ed è stata candidata in più occasioni per il Congresso, senza tuttavia essere mai eletta.